# Aekinga
Aekinga (Stellingwerfs: Aekinge, Fries: Aakingea)  is een buurtschap in de gemeente Ooststellingwerf, in de Nederlandse provincie Friesland.
Het ligt ten zuidwesten van Appelscha, waar het officieel onder valt. De buurtschap ligt aan de rand van het Nationaal Park Drents-Friese Wold. De gelijknamige hoofdweg van de buurtschap Aekinga loopt van het oude kern van Appelscha, de Boerenstreek naar de N381, waarop het doodloopt.
In 1530 werd de buurtschap vermeld als 'Auckijnge in den kerspell van Appelssche', in de 17e eeuw als Aeckinga, in 1861 als Aekinga en in 1877 als Akinga. De plaatsnaam is waarschijnlijk afgeleid van de familie Aekinga, wiens naam dan weer afgeleid is van het feit dat het lieden waren van ene Aeke.
In de buurtschap stond er lang een jongensinternaat, het internaat Aekinga. Eind 1947 opende het diens deuren. Het was een valkinternaat. De laatste leerlingen verlieten in 2002 de vakschool nadat in 2000 definitief werd besloten dat het complex gesloten zou worden als internaat. Het internaat bestond uit diverse gebouwen, die over de jaren heen er zijn bijgebouwd en verbouwd. Het complex staat tussen de camping en een vakantiepark in.